# Bryconamericus cinarucoense
Bryconamericus cinarucoense är en fiskart som beskrevs av Román-valencia, Taphorn och Ruiz-c. 2008. Bryconamericus cinarucoense ingår i släktet Bryconamericus och familjen Characidae. Inga underarter finns listade.